# Pallacanestro Cantù 2005-2006
Questa voce raccoglie le informazioni riguardanti la Pallacanestro Cantù nelle competizioni ufficiali della stagione 2005-2006.

## Stagione
La stagione 2005-2006 della Pallacanestro Cantù, sponsorizzata Vertical Vision, è la 49ª nel massimo campionato italiano di pallacanestro, la Serie A.
Il mercato canturino per allestire la stagione fu molto movimentato. Ai primi ingaggi di Goran Jurak, Misan Nikagbatse e Nicolás Mazzarino seguì l'addio di Shaun Stonerook, ormai uomo simbolo della gestione Sacripanti e anche quello di Rimantas Kaukėnas che andorano alla Montepaschi Siena. Partecipando anche alla EuroCup della FIBA vennero anche ingaggiati Mindaugas "Air Lithuania" Katelynas e tre giocatori extracomunitari: Kebu Stewart, Nathan Johnson e Rowan Barrett.
L'esordio in campionato fu amaro. Come l'anno precedente la Pallacanestro Cantù affrontò la Fortitudo Bologna, in cui questa volta i canturini rimediarono un pesante -30. Le sorti della squadra sembrarono risollevarsi con le successive quattro vittorie e la momentanea seconda posizione, ma poi con l'inizio della FIBA EuroCup e le prime trasferte arrivarono le prime sconfitte. Fortunatamente i biancoblù riuscirono a superare il primo turno in Coppa e nonostante l'innesto di Davide Lamma e il cambio di giocatore extracomunitario da schierare (Rowan Barrett al posto di Nathan Johnson) la loro avventuntura si fermò subito alla seconda fase. In quest'ottica ci furono diversi cambiamenti: Misan Nikagbatse e Nathan Johnson lasciarono la società e venne ingaggiato James Collins. La Pallacanestro Cantù però mancò anche la qualificazione alla Coppa Italia e il ritorno di campionato iniziò con quattro sconfitte di fila che relegarono i canturini nelle ultime posizioni. Così ad Avellino la Vertical Vision Cantù giocò un match ormai decisivo per la salvezza che riuscì a vincere grazie ad un canestro sulla sirena del nuovo acquisto James Collins. Altre due sconfitte e poi arrivarono i punti decisivi contro Reggio Calabria, Basket Livorno e Roseto. Cantù ottenne alla fine il quattordicesimo posto, sufficiente per salvarsi, ma niente playoff dopo quattro partecipazioni consecutive.

## Roster
| Vertical Vision Cantù 2005-2006 | Vertical Vision Cantù 2005-2006 |
| Giocatori                       | Staff tecnico                   |
| ------------------------------- | ------------------------------- |

| N. | Naz.                                              | Ruolo | Nome                | Anno | Alt.   | Peso   |  |
| -- | ------------------------------------------------- | ----- | ------------------- | ---- | ------ | ------ |  |
| 4  | Slovenia (bandiera)                               | AC    | Goran Jurak         | 1977 | 203 cm | 112 kg |  |
| 5  | Stati Uniti (bandiera)                            | P     | Nathan Johnson      | 1979 | 188 cm | 90 kg  |  |
| 5  | Stati Uniti (bandiera)                            | G     | James Collins       | 1973 | 194 cm | 89 kg  |  |
| 7  | Stati Uniti (bandiera)                            | C     | Kebu Stewart        | 1973 | 204 cm | 120 kg |  |
| 8  | Nuova Zelanda (bandiera) · Regno Unito (bandiera) | AP    | Phill Jones         | 1974 | 196 cm | 96 kg  |  |
| 9  | Canada (bandiera)                                 | AP    | Rowan Barrett       | 1972 | 197 cm | 98 kg  |  |
| 10 | Lituania (bandiera)                               | AG    | Mindaugas Katelynas | 1983 | 204 cm | 108 kg |  |
| 11 | Stati Uniti (bandiera) · Italia (bandiera)        | C     | Dan Gay (C)         | 1961 | 207 cm | 108 kg |  |
| 12 | Uruguay (bandiera) · Italia (bandiera)            | G     | Nicolás Mazzarino   | 1975 | 181 cm | 88 kg  |  |
| 13 | Italia (bandiera)                                 | P     | Davide Lamma        | 1976 | 191 cm | 88 kg  |  |
| 15 | Italia (bandiera)                                 | AG    | Andrea Michelori    | 1978 | 204 cm | 110 kg |  |
| 16 | Italia (bandiera)                                 | PG    | Andrea Bosa         | 1988 | 187 cm | 76 kg  |  |
| 17 | Stati Uniti (bandiera) · Svezia (bandiera)        | P     | Doremus Bennerman   | 1972 | 180 cm | 76 kg  |  |
| 18 | Italia (bandiera)                                 | A     | Alessandro Zorzolo  | 1969 | 202 cm | 96 kg  |  |
| 19 | Italia (bandiera)                                 | AG    | Niccolò Squarcina   | 1983 | 203 cm | 92 kg  |  |
| 20 | Germania (bandiera)                               | AP    | Misan Nikagbatse    | 1982 | 192 cm | 91 kg  |  |

| Allenatore |
| - Stefano Sacripanti                                                                                            |
| Assistente/i |
| - Bruno Arrigoni - Nicola Brienza - Flavio Fioretti Legenda - (C) Capitano - (IN) Inattivo - Infortunato Roster |

## Mercato

### Sessione estiva
| Acquisti | Acquisti            | Acquisti          | Acquisti   |
| R.       | Nome                | da                | Modalità   |
| -------- | ------------------- | ----------------- | ---------- |
| AC       | Goran Jurak         | Jesi Academy      | definitivo |
| P        | Nathan Johnson      | Kansas Cagerz     | definitivo |
| C        | Kebu Stewart        | Vojvodina         | definitivo |
| AP       | Rowan Barrett       | Digione           | definitivo |
| C        | Mindaugas Katelynas | UTC Mocs          | definitivo |
| G        | Nicolás Mazzarino   | Viola R. Calabria | definitivo |
| AG       | Alessandro Zorzolo  | C.S. Borgomanero  | definitivo |
| AG       | Niccolò Squarcina   | Auxilium Torino   | definitivo |
| AP       | Misan Nikagbatse    | Pall. Roseto      | definitivo |

| Cessioni | Cessioni          | Cessioni           | Cessioni       |
| R.       | Nome              | a                  | Modalità       |
| -------- | ----------------- | ------------------ | -------------- |
| P        | Shawnta Rogers    | Castelletto Ticino | fine contratto |
| AP       | Michel Morandais  | Basket Napoli      | fine contratto |
| AG       | Siniša Kelečević  | Telekom Bonn       | fine contratto |
| C        | Albert Miralles   | Valencia           | fine contratto |
| PG       | Brett Blizzard    | Pall. Reggiana     | fine contratto |
| G        | Rimantas Kaukėnas | Mens Sana Siena    | fine contratto |
| AG       | Shaun Stonerook   | Mens Sana Siena    | fine contratto |

### Dopo l'inizio della stagione
| Acquisti | Acquisti          | Acquisti        | Acquisti        | Acquisti   |
| R.       | Nome              | da              | Data            | Modalità   |
| -------- | ----------------- | --------------- | --------------- | ---------- |
| P        | Davide Lamma      | Mens Sana Siena | 7 dicembre 2005 | definitivo |
| G        | James Collins     | Aironi Novara   | 2 febbraio 2006 | definitivo |
| P        | Doremus Bennerman | Alicante        | 17 marzo 2006   | definitivo |

| Cessioni | Cessioni            | Cessioni           | Cessioni        | Cessioni    |
| R.       | Nome                | a                  | Data            | Modalità    |
| -------- | ------------------- | ------------------ | --------------- | ----------- |
| P        | Nathan Johnson      | Idaho Stampede     | 3 gennaio 2006  | rescissione |
| AP       | Misan Nikagbatse    | Sutor Montegranaro | 12 gennaio 2006 | rescissione |
| AG       | Mindaugas Katelynas | Free agent         | 10 aprile 2016  | rescissione |